# Paracyprichromis brieni
Paracyprichromis brieni е вид лъчеперка от семейство Цихлиди (Cichlidae).

## Разпространение
Видът е разпространен в Демократична република Конго.